# Swartberg
Le Swartberg (littéralement « montagne noire » en Afrikaans) est une chaîne de montagnes qui s'étire d'ouest en est à la limite septentrionale de la zone semi-désertique du Petit Karoo dans la province du Cap-Occidental en Afrique du Sud. Au nord se trouve la zone semi-désertique du Grand Karoo. Il fait partie des montagnes du système géologique de la ceinture plissée du Cap (Cape Fold Belt).

## Géographie
L'essentiel du Swartberg dépasse les 2 000 mètres d'altitude, ce qui en fait la plus haute chaîne de montagnes de la province du Cap-Occidental. C'est également la plus longue d'entre elles, avec une longueur d'environ 230 km du sud de Laingsburg vers l'est jusqu'entre Willowmore et Uniondale.
Le Swartberg comprend par convention deux chaînes de montagnes distinctes : le Smaller Swartberg (le « plus petit Swartberg ») et le Greater Swartberg (le « plus grand Swartberg »). Ironiquement le Smaller Swartberg, à l'ouest, est le plus élevé des deux, avec notamment le sommet de la province, le Seweweekspoortpiek (le « pic de la gorge des sept semaines »), avec 2 325 mètres d'altitude. Le Towerkop (le « sommet ensorcelé », Bewitch Peak) surplombe le Petit Karoo au niveau de la ville de Ladismith, à une altitude de 2 189 mètres. Le pic est ainsi nommé en raison de son sommet dentelé qui, selon la légende, aurait été brisé par un sort et l'envoi d'un éclair.
Le Greater Swartberg se trouve dans le prolongement vers l'est, avec pour limite entre les deux massifs la rivière Gouritz, dont la gorge traverse la cordillère de part en part. Ce massif oriental, bien que d'une altitude comparable, est cependant un peu moins élevé, avec comme plus haut sommet le Tierberg (« montagne du léopard ») à 2 132 mètres d'altitude. Ces montagnes abritent les grottes du Cango, l'un des systèmes souterrains les plus connus d'Afrique du Sud, dont l'entrée se trouve sur le flanc sud à proximité du col Swartberg, au nord d'Oudtshoorn.

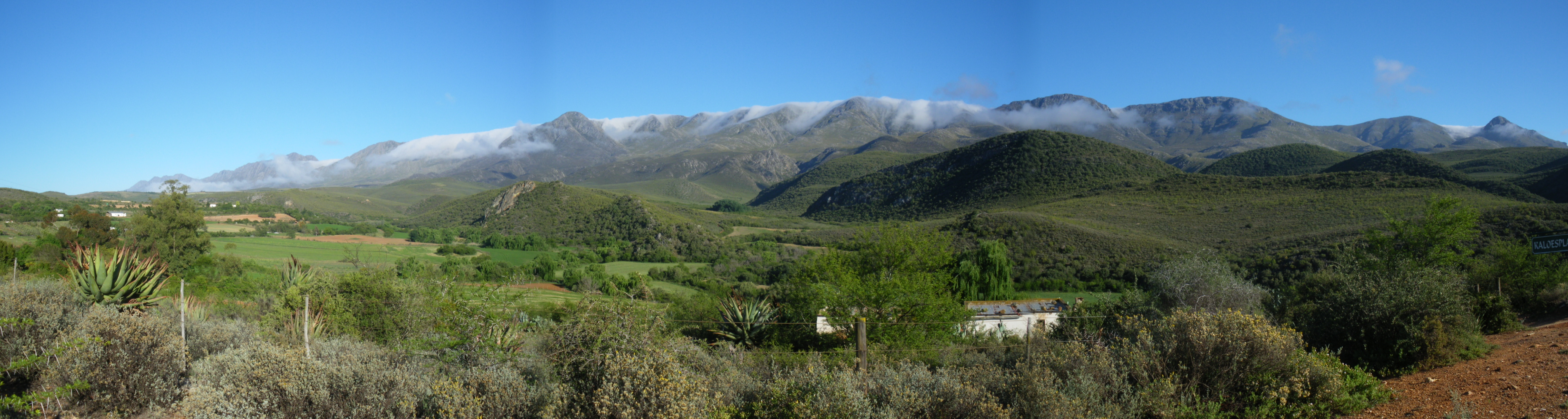
Vue du Greater Swartberg à proximité des grottes du Cango.

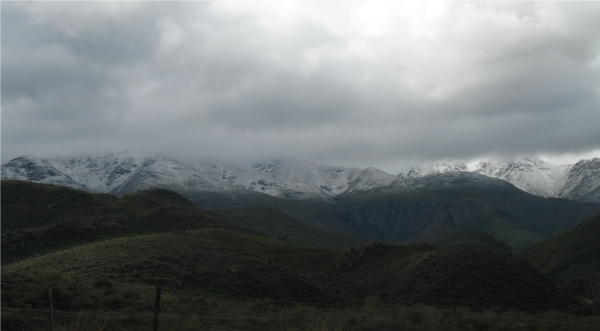
Vue du Swartberg à proximité d'Oudtshoorn, après une chute de neige en juillet (hiver dans l'hémisphère sud).

Plusieurs cols de montagne et cluses traversent le Swartberg, offrant un paysage géologique impressionnant ainsi que des ouvrages d'ingénierie d'importance,. Le plus célèbre d'entre eux est le col Swartberg, qui franchit les montagnes d'Oudtshoorn au sud jusqu'à Prince Albert au nord. Le col n'est pas sécurisé ni goudronné, et peut être dangereux à la suite de précipitations, mais offre des points de vue spectaculaires sur le Petit et le Grand Karoo, ainsi que divers points d'intérêt géologiques. Le Swartberg est considéré comme l'une des chaînes de montagne sédimentaires géologiquement les plus intéressantes au monde, et la partie septentrionale du col Swartberg en particulier. La flore est également intéressante de par la variété des climats que les expositions et l'altitude offrent. La route du col du Swartberg est aussi connue pour ses ouvrages de pierre sèche et ses virages en lacets. Elle donne par ailleurs accès à la vallée du Gamkaskloof.
À l'est du col Swartberg, la cluse du Meiringspoort permet un franchissement rapide de la chaîne de montagnes via la Route nationale 12 en longeant la rivière traversant les montagnes de part en part. La poort est issue du nord de la localité de De Rust. Le Meiringspoort offre également un passage spectaculaire à travers des formations rocheuses étonnantes.

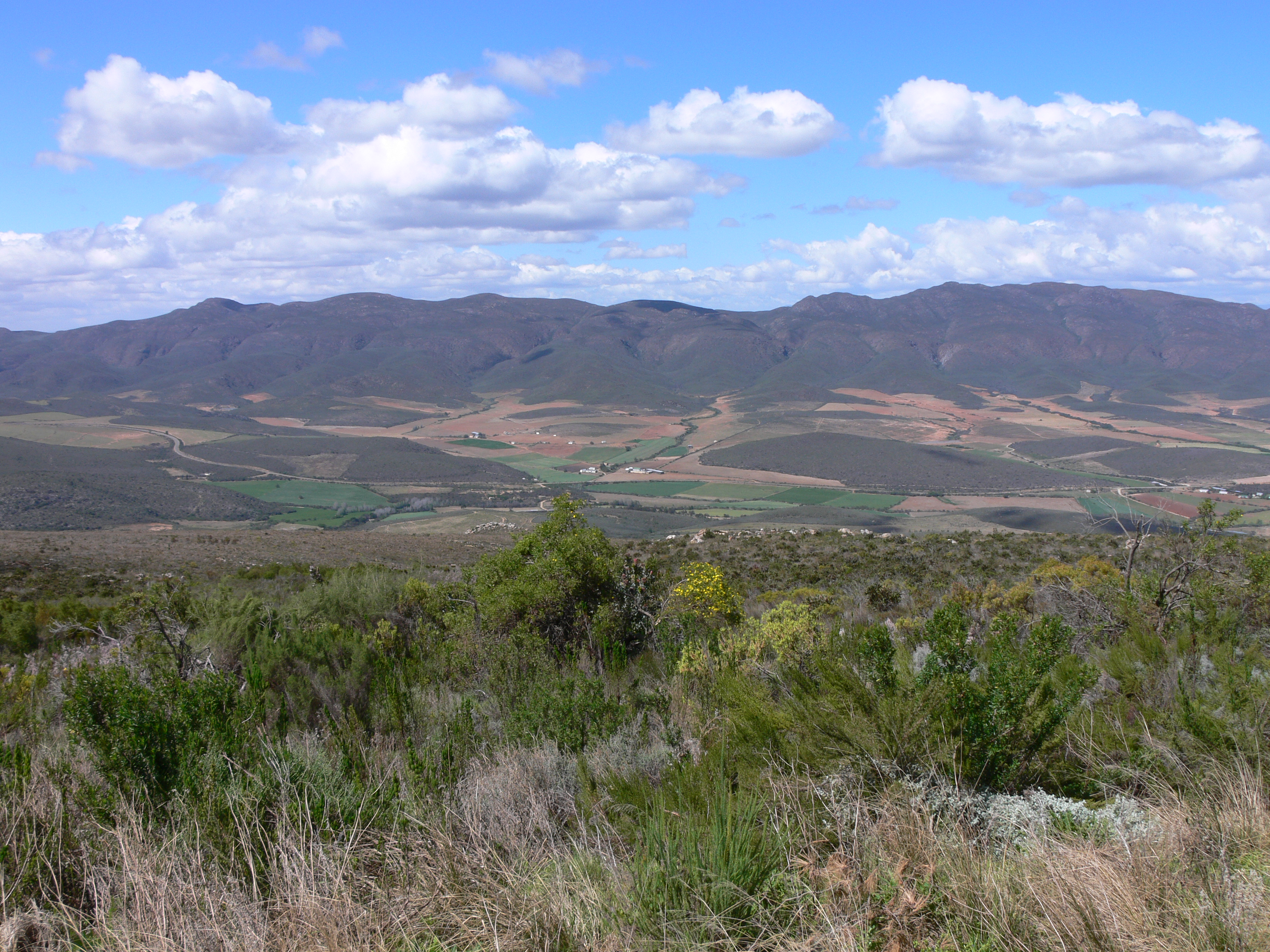
Le Swartberg
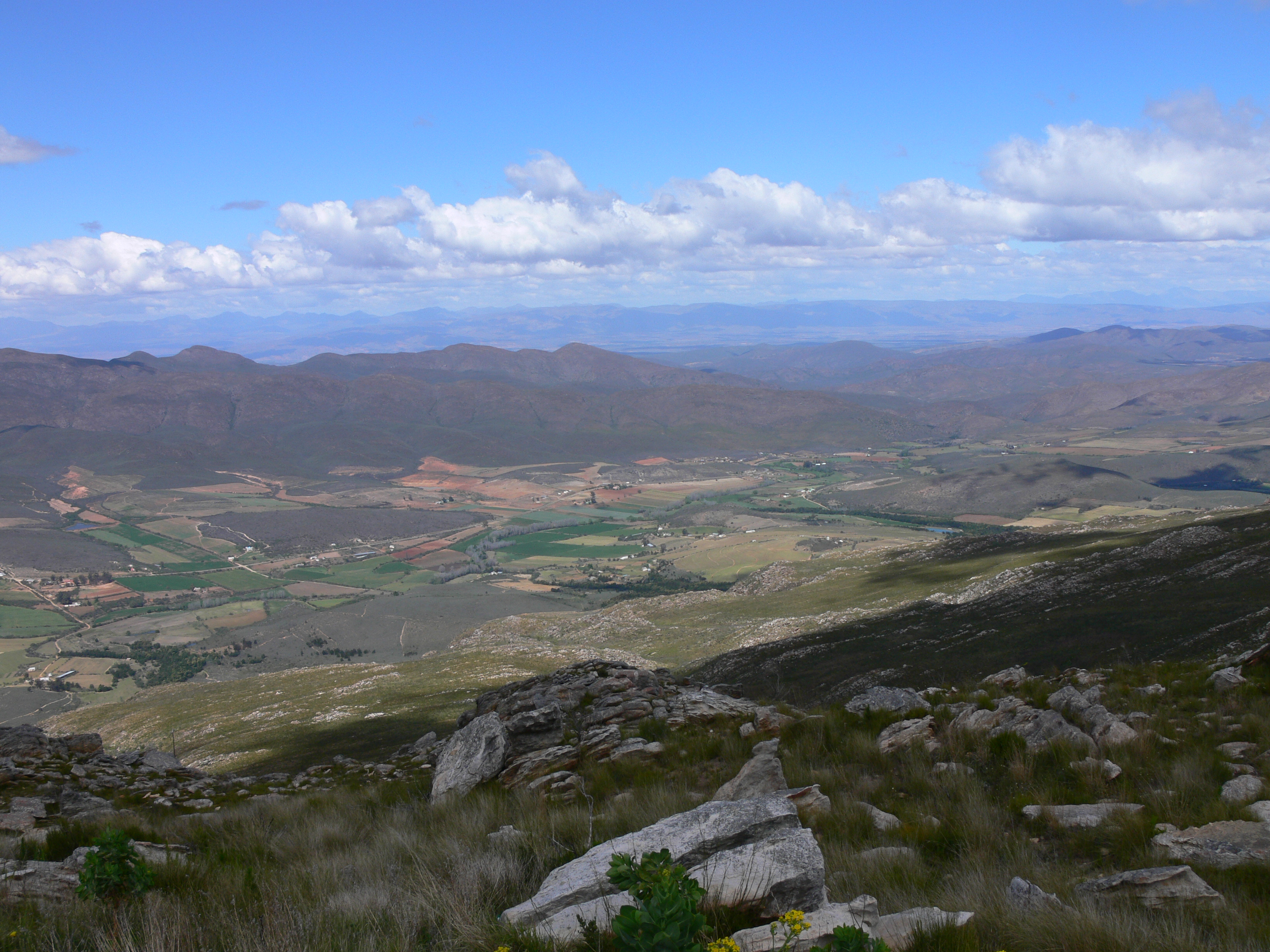
Vue depuis le col vers le Petit Karoo
Roches sédimentaires

## Activités

### Activités sportives
Le Meiringspoort accueille chaque année un semi-marathon dont l'arrivée est jugée à De Rust.
Prince Albert accueille le semi-marathon annuel du col Swartberg. Le tracé quitte la ville vers le sud et gagne le col Swartberg, entouré de roches de part et d'autre. Cette course se déroule généralement le premier dimanche de mai, afin de coïncider avec le festival de l'Olive.

### Protection environnementale
Une bonne partie du Swartberg est inscrite au Patrimoine mondial de l'UNESCO.